# Хайнрих IV (Люксембург)
Вижте пояснителната страница за други личности с името Хайнрих IV.
Хайнрих IV Люксембургски, наричан Слепия (на немски: Heinrich IV, der Blinde, на люксембургски: Heng de Blannen; * 1112; † 14 август 1196, Ехтернах) е от 1136 до 1196 г. граф на Люксембург, от 1139 г. като Хайнрих I е граф на Намюр, от 1152 до 1194 г. граф на Ла Рош и граф на Дюрбюи от 1161 до 1194 г.

## Живот
Той е син на Готфрид († 19 август 1139), граф на Намюр, и втората му съпруга Ермесинда I Люксембургска († 1141), дъщеря на Конрад I, граф на Люксембург.
Крал Конрад III дава Графство Люксембург на Хайнрих IV, след смъртта на мъжките наследници на дядо му Конрад I.
През 1157 г. Хайнрих се жени за Лорета от Елзас († 1175), дъщеря на Дитрих Елзаски, граф на Фландрия, и Сибила от Анжу, дъщеря на Фулк Йерусалимски. През 1163 г. те се разделят. Понеже по това време е бездетен, той поставя своя зет Балдуин IV от Хенегау, който е женен за неговата сестра Аликс, за наследник. С него той води през 1170 и 1172 г. две войни против граф Хайнрих от Лимбург.
През 1171 г. той се жени за Агнес, дъщеря на Хайнрих, граф на Гелдерн, и Агнес от Арнщайн. Тази връзка е отново без наследник и той изгонва съпругата си (1184). Когато се разболява тежко и ослепява, той я взема отново обратно. През юли 1186 г. двамата имат дъщеря, Ермесинда II († 12 февруари 1247). Той анулира предишното си нареждане за наследството си.